# Dolomedes minahassae
Dolomedes minahassae is een spinnensoort in de taxonomische indeling van de kraamwebspinnen (Pisauridae).
De wetenschappelijke naam van de soort werd voor het eerst geldig gepubliceerd in 1911 door P. Merian.